# A Normal Family
A Normal Family (en coreano: 보통의 가족) es una película dramática de Corea del Sur dirigida por Hur Jin-ho. Adaptada de la novela La cena de Herman Koch, la película se centra en dos familias adineradas que se reúnen para cenar para discutir y decidir cómo manejar un crimen violento cometido por sus hijos.
La película fue seleccionada para participar en la sección para Presentaciones Gala en el Festival Internacional de Cine de Toronto de 2023.

## Reparto
- Sol Kyung-gu como Jae-wan.[4]
- Jang Dong-gun como Jae-gyu.[4]
- Kim Hee-ae como Yeon-kyung.[4]
- Claudia Kim como Ji-su.[4]

- Hong Ye-ji como Hye-yoon.[5]